# Malacothamnus foliosus
Malacothamnus foliosus är en malvaväxtart som först beskrevs av S. Wats., och fick sitt nu gällande namn av Thomas Henry Kearney. Malacothamnus foliosus ingår i släktet Malacothamnus och familjen malvaväxter. Inga underarter finns listade i Catalogue of Life.